# 476 Hedwig
476 Hedwig је астероид главног астероидног појаса са пречником од приближно 116,76 km.
Афел астероида је на удаљености од 2,847 астрономских јединица (АЈ) од Сунца, а перихел на 2,450 АЈ.
Ексцентрицитет орбите износи 0,074, инклинација (нагиб) орбите у односу на раван еклиптике 10,938 степени, а орбитални период износи 1574,904 дана (4,311 године).
Апсолутна магнитуда астероида је 8,55 а геометријски албедо 0,049.
Астероид је откривен 17. августа 1901. године.